# Джон Крамер (персонаж)
Джон Крамер (англ. John Kramer) на прізвисько «Конструктор» або «Пила» (англ. Jigsaw) — вигаданий персонаж серії фільмів «Пила». У всіх фільмах грає американський актор Тобін Белл.
Він відрізняється від більшості вигаданих серійних вбивць тим, що не вважає свої дії вбивствами: він вірить, що вчить людей цінувати своє життя, покладаючись на різні смертельні пастки, в яких вони самі повинні зробити вибір (часто тягнуть за собою членопошкодження), щоб уникнути смерті. Насправді ж не всі пастки представляють можливість вижити — у прибиральника Хенка у фільмі «Пила 6» не було ніяких шансів; крім того, у деяких пастках одні жертви повинні померти, щоб вижили інші.
Як він сам заявляє, він володіє можливістю передбачати хід людських думок і подій. Є геніальним інженером і знається на людській психології.

## Біографія
Джон Крамер /Конструктор-Пила одержимий ідеєю навчити людей цінувати свої життя, піддаючи їх випробуванням, які він називає «іграми на виживання» або «випробуваннями волі». Випробування часто символічно відображають помилки, допущені гравцями на своєму життєвому шляху. Всі його пастки завдають своїм жертвам моральних або фізичних страждань, і всі вони спричиняють смерть своїх жертв у разі їх нездатності діяти відповідно з правилами, які він залишає їм на аудіо або відеокасетах (в останньому випадку правила озвучує його лялька). Кожну гру він попередньо проектує, передбачаючи кожен хід своїх жертв.
Ще задовго до того, як Джон став «вчителем життя», у нього була прекрасна сім'я і відмінна робота. Дружина Джилл працювала в клініці для душевнохворих і наркозалежних, а сам Джон займався цивільним будівництвом. Спостерігаючи, як проходить лікування наркоманів в клініці його дружини, Джон перетворює девіз «Цінуй своє життя» у своє постійне кредо.
Одного разу на благодійному бенкеті в клініці Джон знайомиться з Вільямом Ітсоном, президентом страхової компанії «Umbrella Health». Поговоривши з ним, Джон висловлює думку, що Вільям не поділяє тих, хто повинен жити і хто буде жити. На що Ітсон відповідає, що просто прогнозує долю тих, у кого є потенціал до життя в доброму здоров'ї. Незважаючи на деякі розбіжності, виплати по страховці Джон довіряє саме йому.
Джилл ось-ось мала народити сина, якого Джон вирішив назвати Гідеон в честь свого першого побудованого будинку. Але в клініці, де вона працювала, стався інцидент: наркоман і злодій Адамс Сессіл викрав препарати з відділення, а, тікаючи вдарив Джилл по животу дверима. Трапився викидень. Джон впадає в повну зневіру.
Через деякий час лікар Джона Лоуренс Гордон ставить йому діагноз пухлина головного мозку, яка є метастазом раку прямої кишки. Вирішивши не здаватися, Джон йде до Вільяма, щоб отримати дозвіл на страховку, щоб відправитися в Норвегію до спеціального лікаря. Але Вільям рішуче відхиляє його прохання, посилаючись на невигідні умови для компанії, і Джон переконується в тому, що Ітсон дійсно вирішує, кому жити, а кому — ні.
Будучи на грані відчаю, Джон штовхає себе на самогубство, але виживає незважаючи на численні рани. Розуміючи, що незважаючи на хворобу, його тіло впоралося з важкими каліцтвами, Джон загоряється ідеєю випробувань з життям і в результаті стає маніяком.

### «Пила: Гра на виживання»
Вперше чути його голос на плівках, які він залишив Адаму і доктору Гордону, де він пояснив причини, з яких вони опинилися в пастці, а також правила, які потрібні їм, щоб перемогти.
Пізніше виявилося, що Джон лежав між випробовуваними у ванній кімнаті, зображуючи мертве тіло. Коли Лоуренс покинув приміщення, відпилявши собі ногу, Джон підвівся з підлоги і закрив Адама в кімнаті одного, сказавши йому: «Гра закінчена!».

### «Saw: The Video Game»
Після подій першого фільму Пила замкнув детектива Девіда Теппа в покинутій психіатричній лікарні. Джон почав гру Девіда з того, що надів на нього Руйнувач щелепи. Також він помістив в лікарню всіх, кого колись знав Тепп — Аманду Янг (за те, що вона різала собі вени), Дженнінгса, Мелісу Сінг, Джеффа Ріденхора. Крім них, Тепп повинен був врятувати репортера МакГіллікаті, який придумав Джону прізвисько «Пила» і Обі Тейта, який сам просив про випробування. У цій грі у Джона з'являється невідомий помічник, який попутно відчував інших людей у лікарні. Хто ця людина, так і залишиться нез'ясованим — Девід перемігши в сутичці, кине його помирати, і продовжить погоню за Джоном. В кінці гри Джон пропонує Теппу подарувати всім врятованим жертвам свободу або ж продовжити переслідування за істиною. Вибір залежить від самого гравця.

### «Пила 2»
Події другого фільму розкривають, що Джон, передчуваючи близьку кончину, знайшов собі наступницю. Нею стала Аманда Янг. З допомогою Аманди Джон вирішив випробувати поліцейського Еріка Метьюза. Але Ерік не впорався, і Аманда замкнула його в кімнаті з трупами Адама і Зеппа. Розкривши свою личину перед усім світом, Джон і Аманда зникають.

### «Пила 3»
З моменту зникнення маніяка Пили і його спільниці проходить півроку. Джон все більше слабшає від раку, але все ж вирішує провести останнє випробування, в якому бажає перевірити Аманду, перш ніж він передасть їй свою спадщину. Джон доручає Аманді випробувати занепалу сім'ю Джеффа і доктора Лінн Денлон. Але амбіції Аманди заважають проведенню випробування, що обертається для всіх трагічно: мстивий Джефф вбиває Аманду, а після і самого Джона.

### «Пила 4»
Ця частина є мідквелом третьої частини. Залишивши Аманду стежити за Джеффом і Лінн, Джон доручив своєму другому помічникові випробувати вижившого детектива Метьюза, адвоката Арту Бланка, офіцера Рігга, детектива Гоффмана, а також агентів ФБР. Як виявилось, помічником був сам Гоффман, який влаштував гру.

### «Пила 5»
Після подій у четвертій частині Джон залишив детективові Гоффману послання, що він наступний, хто прийме виклик Джона. Крім цього, Джон з'являється у флешбеці-спогадах Марка.

### «Пила 6»
Шостий фільм ще глибше розкриває минуле Джона. Незважаючи на те, що після перетворення в Пилу Джон розлучився з Джилл і попросив її більше не приходити до нього, він вирішив довести їй, що його ідея насправді працює, що він не вбивця, яким його вважає суспільство. Флешбеки показують, як Джон залишає свою спадщину Джилл, щоб вона розпорядилася їм у потрібний час.

### «Пила 3D»
У цій серії Джон з'являється лише у флешбеках. На презентації книги «Як я переміг Пилу»" до Боббі Дагена підходить людина і просить розписатися на обкладинці. Не знаючи, що перед ним стоїть сам Пила, Боббі підписує книгу і терпляче відповідає на провокаційні запитання. Джон попереджає Боббі, що за брехню йому доведеться незабаром поплатитися. На прощання Джон говорить йому, що вони ще зустрінуться.
Також ця серія розкриває, що Джон замкнувши Адама у ванній кімнаті, наздогнав доктора Гордона по коридору і врятував його. Пізніше Джон кілька разів звертався до хірургічної допомоги з боку Гордона і перед смертю саме йому доручив простежити за закінченням останніх випробувань (за касетним-заповітом Пили доктор Гордон повинен був наглядати за Джилл так і в разі її загибелі покарати винного). Після смерті Пили його вбивства продовжує наступник Марк Гоффман (колишній детектив' теж маніяк). Але за вбивство Джилл доктор Гордон ловить Гоффмана і закриває його у ванній кімнаті показаної в декількох серіях фільму.

### «Пила 8»
Джон з'являється у флешбеці з пастками на фермі, де він випробовує 5-х людей. Як пояснюється у фільмі — це перша спільна пастка Джона Крамера. Також у флешбеці з'ясовується, що першим помічником був Логан Нельсон.

## Філософія
1. Ті, хто не цінують життя — негідні самого життя.
2. Кожна гра має правила, яких слід дотримуватися.
3. Щоб навчитися цінувати своє життя, потрібно особисто пізнати смерть.
4. Поки людина не подивиться в очі смерті, неможливо дізнатися, на що вона готова заради життя.
5. Не вбивай їх, а реабілітуй… Став під випробування… Якщо вони пройдуть випробування, то стануть іншими людьми.
6. Цінуй те, що маєш і бережи своє життя.
7. Життя або смерть: вибір за тобою.
8. Довірся мені, правила прості, але їх порушення загрожує смертю.
9. Все взаємопов'язане, усі окремі частини ведуть до головного.
10. Наслідування — найщиріша форма лестощів.
11. Помста може змінити людину, перетворити її на ту, ким вона не може бути.
12. Я не припускаю, що станеться. Я всього лише вгадую, як піде гра.
13. Людина складається з багатьох частин.
14. Немає нічого огиднішого вбивства… принаймні для мене.
15. Я зневажаю вбивць.
16. Більшість людей у нашому світі абсолютно не цінують своє життя, але тільки не Ви і не тепер.
17. Все вирішують страхові компанії — піраньї.
18. Ви думаєте, що живих можуть судити тільки ті, хто вцілів, і що мертвим не добратись до вашой души? Ви жорстоко помиляєтесь.
19. Я говорю за мертвих.

## Загальні спостереження
Пила завжди знає, що трапиться під час гри — він досяг досконалості в передбаченні ходу людських думок, що викликає у деяких фанатів і критиків невдоволення. Тобін Белл особисто відповів на такі зауваження, сказавши, що він вважає, що у Пили завжди є запасний план, і що він розраховує, виходячи з самого несприятливого результату.
Найкраще дії Джона описав Джеймс Ван:

Він насправді не карає вас за гріхи. Він хоче допомогти вам, вважаючи, що якщо ви пройдете одну з його пасток, то станете краще як людина
Оригінальний текст (англ.)
he's not exactly punishing you for your sins. He wants to help you, and he thinks that if you make it through one of his traps, then you'll be a better person.

В своїх коментарях на Blu-Ray «Пила 3D» сценаристи Патрік Мелтон і Маркус Данстен сказали, що саме сам Джон заснував Збори уцілівших (The Survivor Group).

## Появи
- «Пила: Гра на виживання» (перша поява) — Тобін Белл
- «Saw II» — Тобін Белл
- «Saw III» — Тобін Белл
- «Saw IV» — Тобін Белл
- «Saw V» — Тобін Белл
- «Saw: The Video Game» — Тобін Белл
- «Saw VI» — Тобін Белл
- «Saw II: Flesh & Blood» — Тобін Белл
- «Пила 3D» — Тобін Белл
- «Пила VIII» — Тобін Белл

## Критика
- Тобін Белл двічі номінувався на кінопремії MTV у номінації кращий лиходій за роль Джона Крамера у фільмах «Пила 2» та «Пила 3».